# KARZV De Hoop
De Koninklijke Amsterdamsche Roei- en Zeilvereeniging 'De Hoop'  is opgericht op 26 mei 1848 en daarmee de oudste Amsterdamse sportvereniging. Na de Koninklijke in Muiden is het ook de tweede oudste Nederlandse roei- en zeilvereniging.
De Hoop heeft een markant en modern clubhuis met de sociëteit aan de Weesperzijde in Amsterdam, en ligt in de rivier de Amstel.
De Hoop is (mede-)organisator van een aantal Nederlandse roeievenementen per jaar, zoals:
- Jeugdhead, Tweehead en Skiffhead (in het voorjaar op de Amstel)
- Novembervieren (voor vieren in het najaar)
- Amstelbeker (voor verenigingsachten op uitnodiging en samen met de KNSRB)

## Bekende roeiers
De Hoop heeft vele roeiers voortgebracht, sommige van hen hebben internationaal op hoog niveau gepresteerd. Vermeldenswaard is hierbij Frans Göbel, de Keizer van de Amstel. Die titel dankt hij aan het aantal malen dat hij de Skiffhead heeft gewonnen (11 keer in het senioren-A veld). Anno 2011 won Anne Fischer zilver op de jeugd WK en is Diederik Simon de slag van de Holland 8.

## Monument?

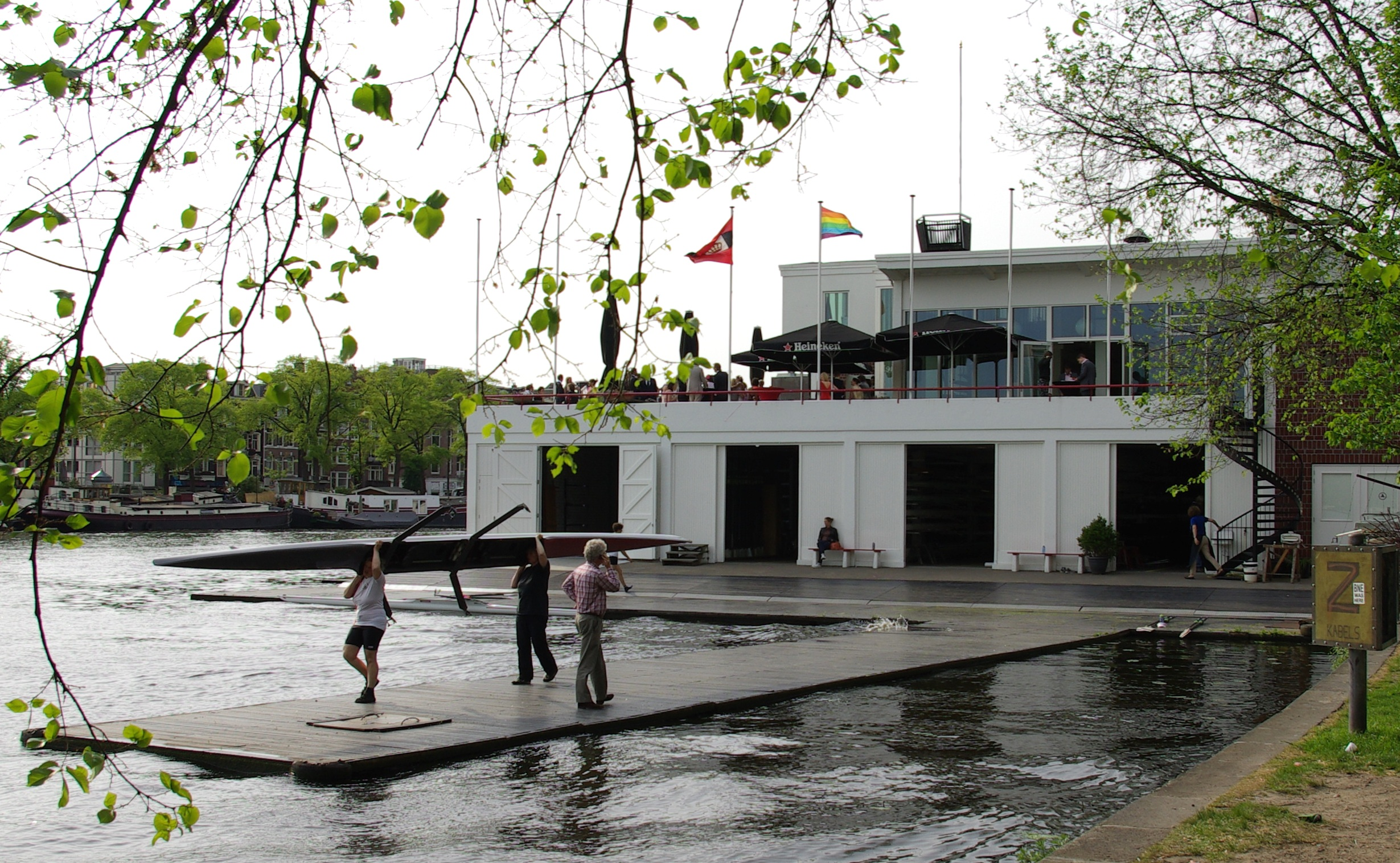
De Amstel met het gebouw van De Hoop

Op 15 oktober 2007 maakte de minister van Cultuur, Ronald Plasterk, bekend het gebouw van "De Hoop" van architect Auke Komter voor te dragen voor erkenning als rijksmonument. Het gebouw werd in de Top 100 Nederlandse monumenten 1940-1958 geplaatst, maar het werd uiteindelijk niet als rijksmonument aangewezen. Daarna is het pand volledig verbouwd. In mei 2010 is het in nieuwe staat heropend. Het werd daarna ook geen gemeentelijk monument. In 2024 volgde een nieuw hekwerk ontworpen door Ruud-Jan Kokke.